# Mailinger Bach
Der Mailinger Bach ist ein linker Zufluss der Donau bei Ingolstadt in Oberbayern.

## Verlauf
Der Mailinger Bach entspringt als Retzgraben in Eitensheim nordwestlich von Ingolstadt. Er unterquert die B 13 und fließt stark begradigt Richtung Südosten nach Gaimersheim. Von dort bis Oberhaunstadt trägt er teilweise den Namen Haunstädter Bach. Bei Unterhaunstadt mündet der von Buxheim kommende Augraben. Ab hier trägt er den Namen Mailinger Bach.
Im weiteren Verlauf unterquert der Mailinger Bach die A 9, passiert Mailing und nimmt bei Großmehring den Köschinger Bach auf. Dort floss er im natürlichen Zustand in die Donau. Nach dem Bau der Staustufe Vohburg musste er an dieser vorbeigeleitet werden und fließt nun etwa drei Kilometer weiter, gegenüber der Mündung der Paar, in die Donau.

## Zuflüsse
Hierarchische Liste, jeweils von der Quelle zur Mündung. Auswahl.
- Retzgraben (linker Oberlauf)
  - Güßgraben (links)
  - Haunstädter Bach (rechts)
  - Zellaugraben (links)
- Augraben (rechter Oberlauf)
  - Breitwiesgraben (rechter Oberlauf)
  - Lohgraben (linker Oberlauf)
- Köschinger Bach (links)
  - Klingenbach (links)
  - Lentinger Bach, mit Oberlaufname Manterinbach (rechts)
  - Dettelbach (links)